# Épater le bourgeois

Épater la bourgeoisie sau épater le (sau les) bourgeois este o frază franceză care a devenit strigătul de luptă al poeților decadenți francezi la sfârșitul secolului al XIX-lea, care i-a inclus pe Charles Baudelaire și Arthur Rimbaud. Înseamnă a șoca burghezia.
Decadenții, fascinați, fiind sub influența hașișului, opiului și absintului, au găsit în romanul În răspăr (À rebours) a lui Joris-Karl Huysmans din 1884, un erou pervers sexual, care se izolează în casa sa, departe de societatea burgheză pe care o disprețuiește.
Esteții din Anglia, cum ar fi Oscar Wilde, împărtășeau aceleași fascinații. Această celebrare a devotamentului „nesănătos” și „nenatural” față de viață, artă și exces a reprezentat o temă culturală continuă.